# Türkmenisztán a 2016. évi nyári olimpiai játékokon
Türkmenisztán a brazíliai Rio de Janeiróban megrendezett 2016. évi nyári olimpiai játékok egyik részt vevő nemzete volt. Az országot az olimpián 5 sportágban 9 sportoló képviselte, akik érmet nem szereztek.

## Atlétika
| Versenyző          | Versenyszám   | Selejtező | Selejtező | Döntő    | Döntő    |
| Versenyző          | Versenyszám   | Eredmény  | Helyezés  | Eredmény | Helyezés |
| ------------------ | ------------- | --------- | --------- | -------- | -------- |
| Amanmurad Hommadow | Kalapácsvetés | 61,99 m   | 30.       | kiesett  | kiesett  |

Női
| Versenyző      | Versenyszám | Előfutam | Előfutam | Előfutam | Elődöntő | Elődöntő | Elődöntő | Döntő   | Döntő    |
| Versenyző      | Versenyszám | Idő      | Hely.    | Össz.    | Idő      | Hely.    | Össz.    | Idő     | Helyezés |
| -------------- | ----------- | -------- | -------- | -------- | -------- | -------- | -------- | ------- | -------- |
| Ýelena Rýabowa | 200 m       | 25,45    | 8.       | 68.      | kiesett  | kiesett  | kiesett  | kiesett | kiesett  |

## Cselgáncs
Női
| Versenyző             | Versenyszám | Selejtező                            | Nyolcaddöntő      | Negyeddöntő       | Elődöntő          | Vigaszág elődöntő | Bronz- mérkőzés   | Döntő             | Helyezés |
| Versenyző             | Versenyszám | Ellenfél Eredmény                    | Ellenfél Eredmény | Ellenfél Eredmény | Ellenfél Eredmény | Ellenfél Eredmény | Ellenfél Eredmény | Ellenfél Eredmény | Helyezés |
| --------------------- | ----------- | ------------------------------------ | ----------------- | ----------------- | ----------------- | ----------------- | ----------------- | ----------------- | -------- |
| Gülbadam Babamuratowa | Harmatsúly  | Laura Gómez (ESP) · 000(0)–101(1)    | kiesett           | kiesett           | kiesett           |                   |                   |                   | 17.      |
| Ruşana Nurjawowa      | Könnyűsúly  | Karakas Hedvig (HUN) · 000(0)–101(0) | kiesett           | kiesett           | kiesett           |                   |                   |                   | 17.      |

## Ökölvívás
Férfi
| Versenyző        | Versenyszám | Selejtező                 | Nyolcaddöntő      | Negyeddöntő       | Elődöntő          | Döntő             | Helyezés |
| Versenyző        | Versenyszám | Ellenfél Eredmény         | Ellenfél Eredmény | Ellenfél Eredmény | Ellenfél Eredmény | Ellenfél Eredmény | Helyezés |
| ---------------- | ----------- | ------------------------- | ----------------- | ----------------- | ----------------- | ----------------- | -------- |
| Arslanbek Açilow | Középsúly   | Harcsa Zoltán (HUN) · 1-2 | kiesett           | kiesett           | kiesett           | kiesett           | 16.      |

## Súlyemelés
Férfi
| Versenyző             | Versenyszám | Szakítás                 | Szakítás                 | Lökés    | Lökés    | Összesen | Helyezés |
| Versenyző             | Versenyszám | Eredmény                 | Helyezés                 | Eredmény | Helyezés | Összesen | Helyezés |
| --------------------- | ----------- | ------------------------ | ------------------------ | -------- | -------- | -------- | -------- |
| Hojamuhammet Toýçyýew | +105 kg     | érvényes kísérlet nélkül | érvényes kísérlet nélkül | kiesett  | kiesett  | kiesett  | kiesett  |

Női
| Versenyző         | Versenyszám | Szakítás | Szakítás | Lökés    | Lökés    | Összesen | Helyezés |
| Versenyző         | Versenyszám | Eredmény | Helyezés | Eredmény | Helyezés | Összesen | Helyezés |
| ----------------- | ----------- | -------- | -------- | -------- | -------- | -------- | -------- |
| Gülnabat Kadyrowa | 69 kg       | 90       | 13.      | 105      | 14.      | 195      | 13.      |

## Úszás
Férfi
| Versenyző     | Versenyszám | Előfutam | Előfutam | Előfutam | Elődöntő | Elődöntő | Elődöntő | Döntő   | Döntő    |
| Versenyző     | Versenyszám | Idő      | Hely.    | Össz.    | Idő      | Hely.    | Össz.    | Idő     | Helyezés |
| ------------- | ----------- | -------- | -------- | -------- | -------- | -------- | -------- | ------- | -------- |
| Merdan Ataýew | 100 m hát   | 56,34    | 1.       | 33.      | kiesett  | kiesett  | kiesett  | kiesett | kiesett  |

Női
| Versenyző       | Versenyszám | Előfutam | Előfutam | Előfutam | Elődöntő | Elődöntő | Elődöntő | Döntő   | Döntő    |
| Versenyző       | Versenyszám | Idő      | Hely.    | Össz.    | Idő      | Hely.    | Össz.    | Idő     | Helyezés |
| --------------- | ----------- | -------- | -------- | -------- | -------- | -------- | -------- | ------- | -------- |
| Darýa Semýonowa | 100 m mell  | 1:19,84  | 1.       | 41.      | kiesett  | kiesett  | kiesett  | kiesett | kiesett  |